# منا گویا
مُنا گویا (اسپانیایی: Mona Goya‎؛ ‏ ۲۵ نوامبر ۱۹۰۹ – ۸ اکتبر ۱۹۶۱) بازیگر اهل مکزیک و فرانسه بود که در دههٔ ۱۹۳۰ میلادی به اوج شهرت رسید.
از فیلم‌ها یا برنامه‌های تلویزیونی که وی در آنها نقش داشته‌است می‌توان به نه خیلی احمق، پول، خر بوریدان و سپید همچون برف اشاره کرد.